# Microgecko latifi
Microgecko latifi (карликовий гекон Латіфі) — вид геконоподібних ящірок родини геконових (Gekkonidae). Мешкає в Ірані. Видд названий на честь іранського герпетолога Махмуда Латіфі.

## Поширення і екологія
Карликові гекони Латіфі мешкають на Іранському нагір'ї, в останах Фарс і Керман. Вони живуть у фісташкових рідколіссях і в сухих чагарникових заростях, серед каміння.